# اوکسینو
اوکسینو (به لاتین: Oksino) یک شهرک در روسیه است که در استان آرخانگلسک واقع شده‌است.